# Muja (aligator)
Muja, američki aligator iz beogradskog zoološkog vrta, najstariji pripadnik svoje vrste na svijetu. U Beograd je s još jednim aligatorom stigao u rujnu 1937. negdje iz Njemačke. Tada je već bio odrasla jedinka, pa se pretpostavlja da je rođen i prije 1937. Preživio je Drugi svjetski rat tijekom kojeg je Vrt skoro potpuno razoren, kao i NATO-vo bombardiranje SRJ 1999.

## Vanjske poveznici
- O Muji na stranici Vrta[neaktivna poveznica]